# Jeong Sophia
Jeong Sophia (정소피아; * 18. August 1993) ist eine südkoreanische Skeletonpilotin. Sie nahm für Südkorea 2018 an den Olympischen Winterspielen teil.

## Karriere
Sophia Jeong begann 2013 mit Skeleton und wird von Jinho Song trainiert. Ihr Debüt gab sie am 21. November 2014 im Skeleton-Nordamerikacup und belegte dabei auf der Bahn von Calgary den zwölften Platz. In der Saison 2016/17 konnte sie ihren ersten Podestplatz im Nordamerikacup erreichen. In Calgary belegte sie am 13. November 2016 hinter Madison Charney aus Kanada und Joclyn Narracott aus Australien den dritten Platz. Einen Tag später konnte sie beim zweiten Wettbewerb in Calgary erneut den dritten Platz belegen und diesmal hinter ihrer Landsfrau Rayoung Mun und der Kanadierin Madison Charney. Am 12. Januar 2017 gab sie ihr Debüt im Skeleton-Intercontinentalcup und beim Wettbewerb in Calgary belegte sie den neunten Platz.
Ihre bisher beste Platzierung im Intercontinental-Cup konnte sie in der Saison 2017/18 einfahren, und zwar am 13. November 2018 in Calgary. Bei diesem Wettbewerb belegte sie den achten Platz. In dieser Saison debütierte sie auch im Skeleton-Weltcup und konnte am 18. November 2017 auf der Bahn in Park City den 25. Platz bei ihrem Debüt belegten. Kurz danach konnte sie auf der gleichen Bahn ihren ersten und bisher einzigen Sieg im Nordamerikacup einfahren. Sie sicherte sich den Sieg in diesem Wettbewerb vor den beiden Chinesinnen Danxia Yang und Chengfeng Long. In der Saison qualifizierte sie sich zudem für die Olympischen Winterspiele 2018 in Pyeongchang und belegte im Skeleton-Wettbewerb nach insgesamt vier Läufen den fünfzehnten Platz.
Ihr bisher bestes Resultat im Skeleton-Weltcup belegte sie am 9. Dezember 2018 und konnte bei dem Wettbewerb auf der Bahn in Sigulda den 15. Platz erreichen. Am Ende der Saison 2018/19 belegte sie im Gesamtweltcup mit dem 22. Platz ihr bisher bestes Resultat.